# Leśniaki
Leśniaki [pronunciación en polaco: /lɛɕˈɲaki/] Es un pueblo en el distrito administrativo de Gmina Rusiec, dentro del Distrito de Serłchatów, Voivodato de Łódź, en Polonia central. Se encuentra aproximadamente 7 kilómetros al sureste de Rusiec, 23 kilómetros al suroeste de Serłchatów, y 63 kilómetros al suroeste de la capital regional Łódź.